# Shiny Toy Guns
Shiny Toy Guns is een Amerikaanse rockband afkomstig uit Los Angeles. De huidige leden bestaan uit Carah Faye Charnow, Gregori Chad Petree, Jeremy Dawson en Mikey Martin.

## Geschiedenis
Shiny Toy Guns werd in 2002 gevormd in Los Angeles, Californië. Hun eerste studioalbum We Are Pilots verscheen in 2006. Het bracht reeds drie nummers uit die verschenen in de top 30 van de Alternative Songs, een muziekhitlijst in de Verenigde Staten dat sinds 10 september 1988 in het tijdschrift Billboard verschijnt. We Are Pilots was genomineerd voor een Grammy Award. Hun tweede album Season of Poison werd uitgebracht in 2008. 

### Nummers
| Jaar | Nummer                    | Hoogste positie | Hoogste positie | Hoogste positie | Hoogste positie | Hoogste positie | Hoogste positie | Hoogste positie | Album              |
| Jaar | Nummer                    | VS              | VS Alt.         | VS Dance        | VK              | Can.            | VS Heat         | Digital Songs]  | Album              |
| ---- | ------------------------- | --------------- | --------------- | --------------- | --------------- | --------------- | --------------- | --------------- | ------------------ |
| 2006 | "Le Disko"                | 114             | 26              | —               | —               | —               | —               | —               | We Are Pilots      |
| 2007 | "You Are the One"         | —               | 25              | 23              | 94              | —               | —               | —               | We Are Pilots      |
| 2007 | "Rainy Monday"            | —               | 23              | —               | —               | —               | —               | —               | We Are Pilots      |
| 2008 | "Ricochet!"               | —               | 17              | —               | —               | —               | —               | —               | Season of Poison   |
| 2009 | "Ghost Town"              | —               | 26              | —               | —               | —               | —               | —               | Season of Poison   |
| 2009 | "Major Tom (Coming Home)" | 97              | —               | —               | —               | 46              | 7               | 69              | Girls Le Disko     |
| 2010 | "Rocketship 2010"         | —               | —               | —               | —               | —               | —               | —               | Rocketship 2010 EP |
| 2011 | "The Sun"                 | —               | —               | —               | —               | —               | —               | —               | III                |
| 2012 | "Waiting Alone"           | —               | —               | —               | —               | —               | —               | —               | III                |
| 2012 | "Fading Listening"        | —               | —               | —               | —               | —               | —               | —               | III                |
| 2013 | "Somewhere to Hide"       | —               | —               | —               | —               | —               | —               | —               | III                |